# Vyg
Il Vyg (in russo Выг?) è un fiume della Russia europea settentrionale, tributario del mar Bianco. Scorre nei rajon Pudožskij, Medvež'egorskij, Segežskij e Belomorskij della Repubblica di Carelia.
Il fiume si compone di due parti: Verchnij Vyg (Vyg Superiore),  che sgorga dal lago Verchotinnoe e sfocia nel Vygozero; il Nižnij Vyg (Vyg Inferiore) che esce dal lago Vygozero e sfocia nella baia dell'Onega del Mar Bianco in due rami, vicino alla città di Belomorsk. La lunghezza del Vyg Superiore, che si trova in una zona paludosa e scorre attraverso un sistema di piccoli laghi, è di 135 km, quella del Vyg Inferiore è di 102 km (per un totale di 237 km), il bacino idrografico è di 27 100 km². Il corso del Vyg Inferiore è regimentato e fa parte del sistema del Canale Mar Bianco-Mar Baltico. Il maggior affluente è la Tunguda.